# Epica
Epica este o formație de muzică metal simfonic din Țările de Jos fondată în 2002 de către Mark Jansen, fost membru al formației After Forever. Cântăreața inițială a grupului, Helena Michaelsen, a fost înlocuită de Simone Simons în anul 2003. Numele final al formației a fost inspirat de titlul albumului Epica al formației americane Kamelot.
Primul lor album, intitulat The Phantom Agony și lansat în luna iunie a anului 2003, a fost creat de către Sascha Paeth (producător cunoscut pentru colaborările sale cu grupuri precum Angra, Rhapsody Of Fire sau Kamelot). În 2005, Epica a compus coloana sonoră a filmului olandez Joyride, intitulată mai apoi The Score - An Epic Journey. Un al doilea album s-a intitulat Consign to Oblivion; formația citează aici aspecte din cultura mayașă.
La începutul anului 2007, Epica a semnat un contract cu casa de discuri Nuclear Blast, iar în luna septembrie a aceluiași an a fost lansat cel de-al treilea material discografic al grupului, intitulat The Divine Conspiracy.
În luna aprilie a anului 2008, Epica a început un turneu de promovare în America de Nord, cântând alături de formațiile Into Eternity și Symphony X. Din cauza problemelor de sănătate întâmpinate de cântăreața grupului, Simone Simons, soprana de origine americană Amanda Somerville a concertat în locul ei.
La data de 16 decembrie, 2008, chitaristul Ad Sluijter a părăsit formația, precizând prin intermediul unei scrisori adresate fanilor că era incapabil să participe la producerea noilor materiale discografice semnate de Epica. În ianuarie, 2009 a fost anunțat înlocuitorul acestuia, în persoana lui Isaac Delahaye, fost component al grupului olandez de death metal God Dethroned. Ulterior, în mai 2009, Epica a înregistrat primul său album în concert, intitulat The Classical Conspiracy.
Cel de-al patrulea album de studio al formației, Design Your Universe, a fost lansat în Europa la data de 16 octombrie 2009. Pentru a promova noul material discografic, Epica a susținut un turneu în Europa și S.U.A. Design Your Universe este primul album care îl are pe Isaac Delahaye în postura de chitarist al formației.
Cel de-al cincilea album de studio Epica, Requiem for the Indifferent, a fost lansat în 2012. Bine primit de critici, acesta s-a bucurat de succes internațional, intrând în topul Billboard 200 pe locul #104, și topul japonez Oricon Albums Chart pe locul #172.
La începutul lui mai 2014 formația a lansat cel de-al șaselea album, intitulat The Quantum Enigma, care a fost un mare succes internațional, debutând pe locul #110 în US Billboard 200 și atingând poziția #4 în țara natală, Olanda. Pe 3 iunie 2015 Epica a anunțat că va organiza propriul festival Epic Metal Fest, ce urmează să aibă loc pe 22 noiembrie 2015 le “Klokgebouw” în Eindhoven, Olanda. În aceeași lună Epica a obținut premiul Music Export Awards, acordat formației metal olandeze cu cel mai mare succes internațional din ulitmul an.

## Istoria formației

### Începutul. Sahara Dust
În prima parte a anului 2002, Mark Jansen a părăsit formația After Forever, motivul menționat fiind diferențele de concepție și dezechilibrul contribuțiilor creative din partea membrilor. Acesta a început să caute muzicieni dispuși să formeze alături de el un nou proiect muzical, intitulat Sahara Dust. În ultima parte a anului, Helena Michaelsen (cântăreață la formația Trail of Tears) a devenit vocea principală a formației. La scurt timp, mezzo-soprana Simone Simons, necunoscută publicului până în acel moment, i-a luat locul Helenei Michaelsen; Simons era iubita lui Jansen la acea vreme. Chitaristul Ad Sluijter, bateristul Jeroen Simons, basistul Yves Huts și claviaturistul Coen Janssen au completat componența formației Sahara Dust. Imediat după aceea, numele grupului s-a schimbat în Epica, fiind inspirat de albumul formației Kamelot.
În prima jumătate a anului 2003, Epica a fost susținută în concert de un mic cor (format din doi bărbați și patru femei) și o orchestră de coarde (trei viori, două viole, două violoncele și un contrabas). Grupul a înregistrat apoi un CD demonstrativ pe care au fost incluse două piese: „Cry for the Moon” și „Illusive Consensus”. Ca în cazul oricărui disc single, CD-ul poartă numele uneia dintre cele două piese, și anume Cry for the Moon. De îndată ce înregistrarea a ajuns la casa de discuri Transmission Records, cele două părți au semnat un contract.

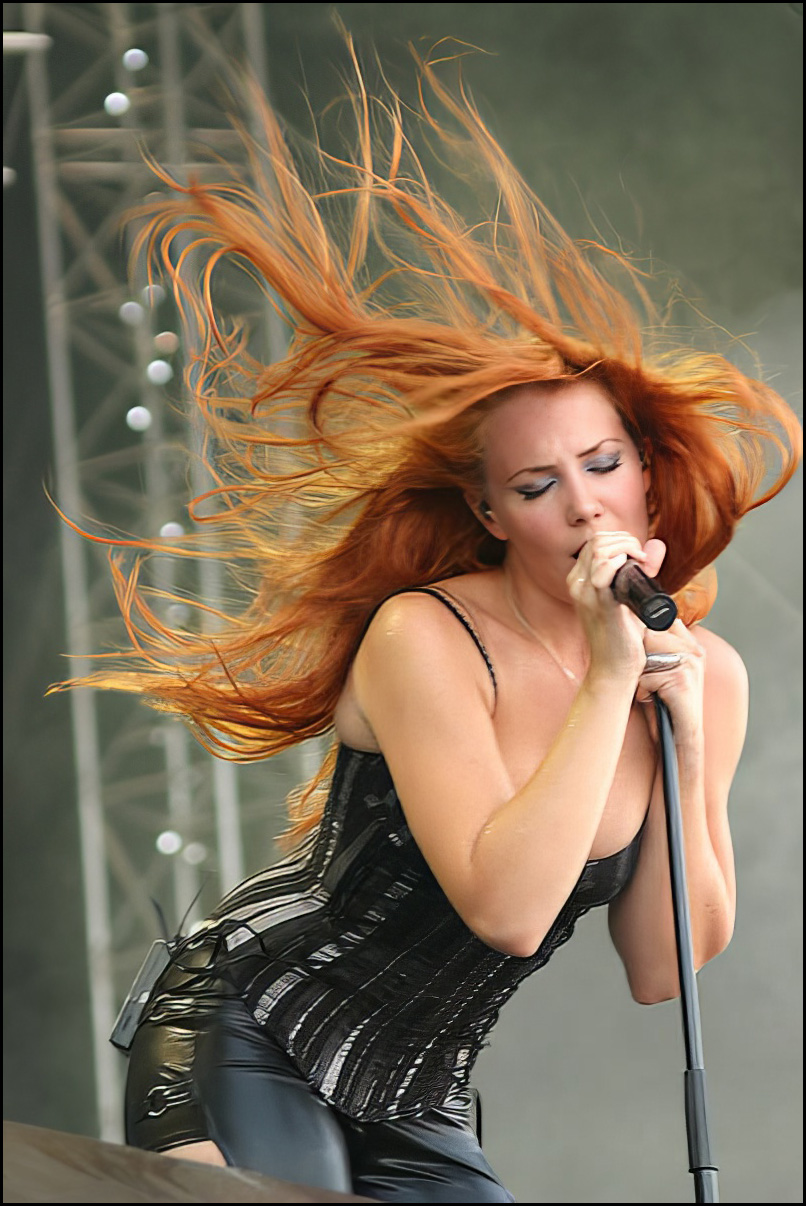
Simone Simons în concert cu Epica.

### Primul album (2003 — 2004)
În luna decembrie a anului 2003 a început comercializarea albumului de debut al formației Epica. Intitulat The Phantom Agony, materialul a fost produs de către Sascha Paeth, cunoscut pentru colaborările sale cu formații precum Angra, Rhapsody Of Fire sau Kamelot.
Aproape toate cele nouă piese incluse pe The Phantom Agony abordează teme din domeniul social sau politic. Cântecul „Cry for the Moon” este bazat pe poveștile despre abuzurile pe care le comit preoții catolici asupra copiilor, iar „Feint” a fost scrisă după uciderea politicianului de origine olandeză, Pim Fortuyn. „Façade of Reality” comemorează Atentatele din 11 septembrie 2001, iar de-a lungul cântecului apar două fragmente din discursurile lui Tony Blair. Prin intermediul piesei „Run for a Fall”, chitaristul fondator al formației Epica, Mark Jansen, își exprimă sentimentele de frustrare față de fostul său grup, After Forever. Textul piesei „Seif Al Din” vorbește despre fundamentalismul islamic.
Pe albumul The Phantom Agony, Mark Jansen își continuă colecția de cântece care poartă amprenta seriei „The Embrace That Smothers”. Primele trei părți ale colecției sunt incluse pe albumul formației After Forever, Prison of Desire (2000). Seria se continuă pe cel de-al treilea album al formației Epica, The Divine Conspiracy (2007). Aceste piese au ca temă pericolele organizațiilor religioase.
The Phantom Agony a primit recenzii bune și foarte bune din partea criticilor. Site-ul Lords of Metal i-a acordat 92 de puncte din 100; criticul Michiel Barten (Lords of Metal) a precizat:
„În vreme ce claviaturile și aranjamentele orchestrale sunt strălucite, după părerea mea, chitarele nu sunt îndeajuns de convingătoare. De la bun început, acest fapt e determinat de poziția dezavantajoasă în cadrul mixajului (în comparație cu claviaturile și orchestra), dar și de aportul modest la melodică și în desfășurarea temelor muzicale, acesta limitându-se la riff-uri construite pe acorduri de cvinte. Este evident că instrumentul care a participat cel mai mult la compunerea pieselor de pe album a fost claviatura.”
De pe albumul The Phantom Agony au fost produse trei extrase pe single: The Phantom Agony, Feint și Cry for the Moon, toate fiind lansate după începerea comercializării albumului.

### Revenirea în atenția publicului (2005 — 2006)

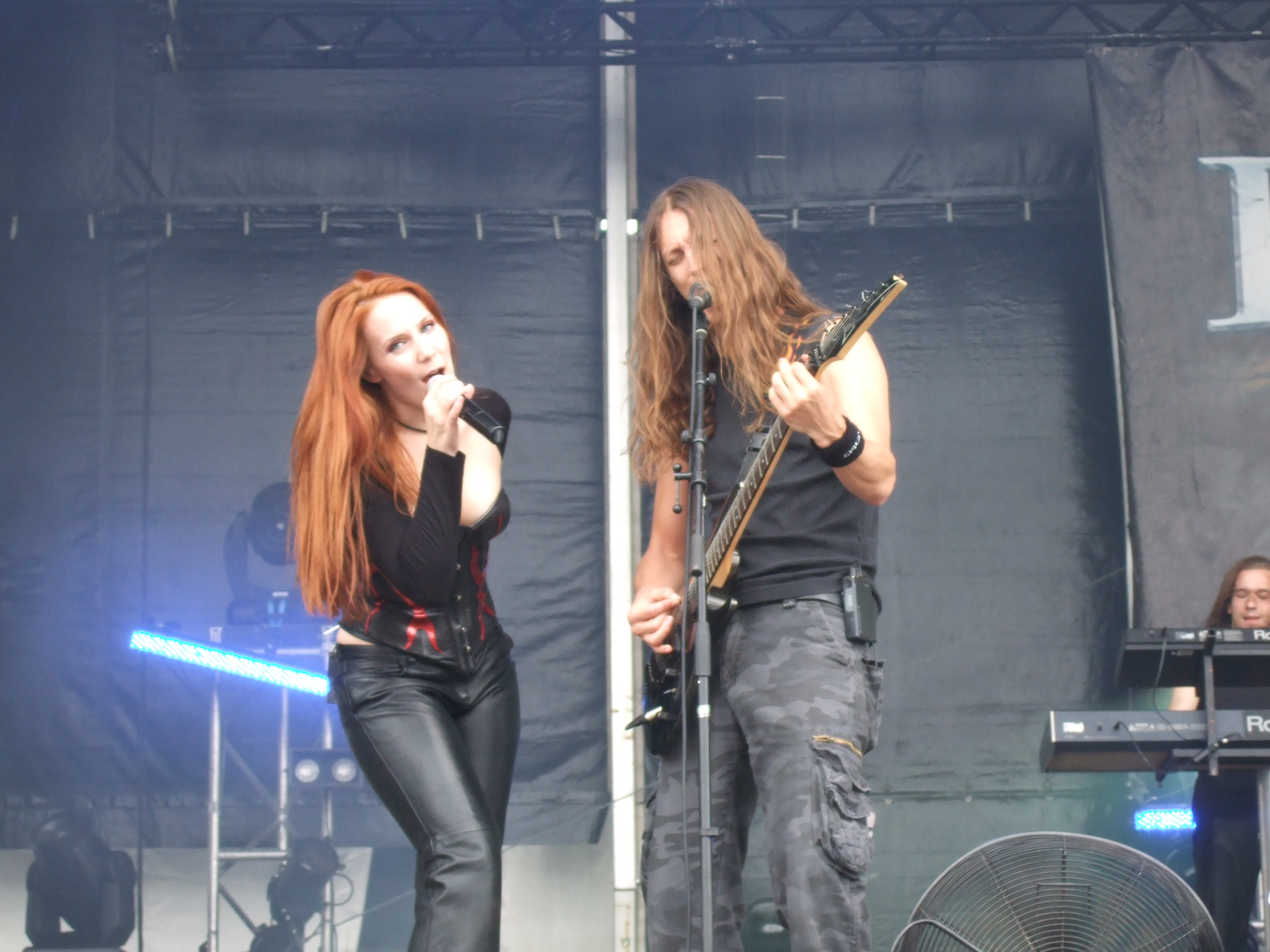
Simone Simons, alături de Mark Jansen într-un concert Epica.

În luna iulie a anului 2005, componenții formației s-au reîntors în studioul de înregistrări, unde au început producerea unui al doilea album. Înregistrările efective s-au încheiat în luna octombrie a aceluiași an. 
În luna septembrie 2004 a început comercializarea primului DVD cu formația. Intitulat We Will Take You with Us, acesta conține versiuni live și în variante acustice ale cântecelor incluse pe albumul The Phantom Agony.
Comercializarea celui de-al doilea material discografic al formației Epica, intitulat Consign to Oblivion, a început în luna aprilie a anului 2005. Producătorul Sascha Paeth alege ca sursă de inspirație aspecte ale culturii maiașe, lucru de remarcat în seria de piese numite „A New Age Dawns”. Colecția respectivă face referire la sistemul maiaș de reprezentare a timpului, conform căruia timpul se extinde până în anul 2012 al erei creștine; totuși, nu se face nicio referire la ceea ce se va petrece ulterior acelui moment. „Consign to Oblivion” a fost compus pornind de la mai multe coloane sonore de film. Compozitorii de gen Hans Zimmer și Danny Elfman au fost citați drept importante surse de inspirație în procesul creării albumului. Pe album apare și Roy Khan (component al formației Kamelot), alături de care Simone Simons interpretează piesa „Trois Vièrges” (fr. „trei fecioare”). Epica se va alătura grupului Kamelot și în turneul de promovare al albumului The Black Halo, material pe care Simone Simons a înregistrat un duet cu Roy Khan intitulat „The Haunting (Somewhere in Time)”.
Pe coperta albumului este reprezentat un artefact maiaș. Din totalul de unsprezece piese incluse pe album, doar două au fost extrase pe single: Solitary Ground și Quietus (Silent Reverie). Ambele cântece au beneficiat de videoclipuri, care au fost difuzate rareori la posturile de televiziune din Olanda.

Albumul Consign to Oblivion a fost bine primit de critici. Pe site-ul Metalreviews.com este remarcat progresul tehnic al cântăreței Simone Simons, despre care se precizează: 
„Simone Simons se prezintă mult mai bine decât pe primul album. Stilul de a cânta i s-a maturizat, dă impresia de încredere, de mai mare deschidere și tratează interpretarea într-un mod mai relaxat. Pe lângă stilul de soprană de operă, ea își dezvăluie flexibilitatea interpretării, cântând într-un stil mai puțin emfatic, de mai mare profunzime și cu frazări vibrate în registrul mediu. „Solitary Ground” este o baladă grozavă, piesă în care Simone ne arată o latură mai introspectivă a ei, cântând într-un ton foarte emoțional (apropiat de stilul lui Sharon den Adel, cântăreață în formația Within Temptation).”
 Metalreviews.com i-a acordat albumului Consign to Oblivion 90 de puncte din 100.

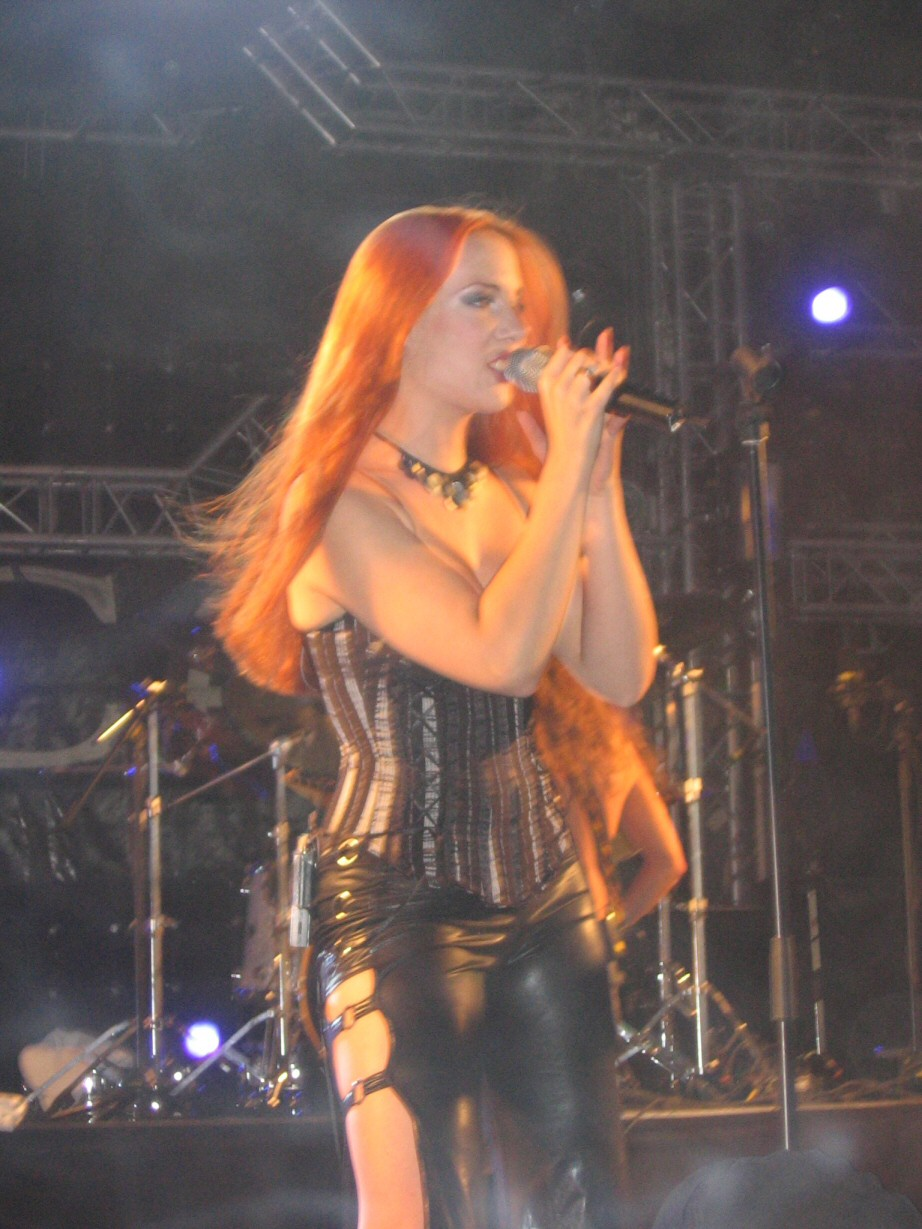
Simone Simons în concert cu Epica în iulie, 2006

În luna septembrie a anului 2005 a început comercializarea albumului The Score - An Epic Journey. Acesta este coloana sonoră a filmului olandez numit Joyride. În ciuda formatului diferit, materialul este uneori considerat drept cel de-al treilea album al formației. Din totalul de două zeci de cântece incluse pe acest material discografic, majoritatea sunt piese instrumentale, fiind comparabile cu piesele de introducere incluse pe cele două albume anterioare ale grupului. Cele patru piese în care apare vocea Simone Simons sunt de fapt versiuni alternative ale cântecelor incluse pe Consign to Oblivion, care a fost lansat în același an. Mark Jansen a descris albumul fiind o parte din Epica, însă „fără cântat, fără chitare, fără bas, fără baterie.”
De-a lungul anilor 2005 și 2006, Epica a pornit în primul turneu de amploare de-a lungul Americii de Nord, cântând alături de formația Kamelot. După încheierea turneului, bateristul formației, Jeroen Simons a părăsit grupul, dorind să experimenteze și alte proiecte muzicale. În vara anului 2006, Simone a ajutat formația Kamelot din nou, de data aceasta la al optulea album al formației, intitulat Ghost Opera – piesele în care se poate auzi vocea ei sunt „Blücher” și „Season's End”. În luna decembrie a aceluiași an, Ariën van Weesenbeek, component al formației olandeze God Dethroned, a făcut publică știrea că va ajuta Epica în înregistrarea viitorului lor album, dar că nu va deveni membru al formației.
Pe data de 4 mai 2006, Epica a lansat o compilație numită The Road to Paradiso, care conține versiuni live ale cântecelor incluse pe cele două albume deja lansate. În luna noiembrie a anului 2006, componenții formației au început munca la cel de al treilea album de studio; înregistrările efective s-au încheiat în luna februarie a anului 2007.

### Era «The Divine Conspiracy» (2007 — 2008)

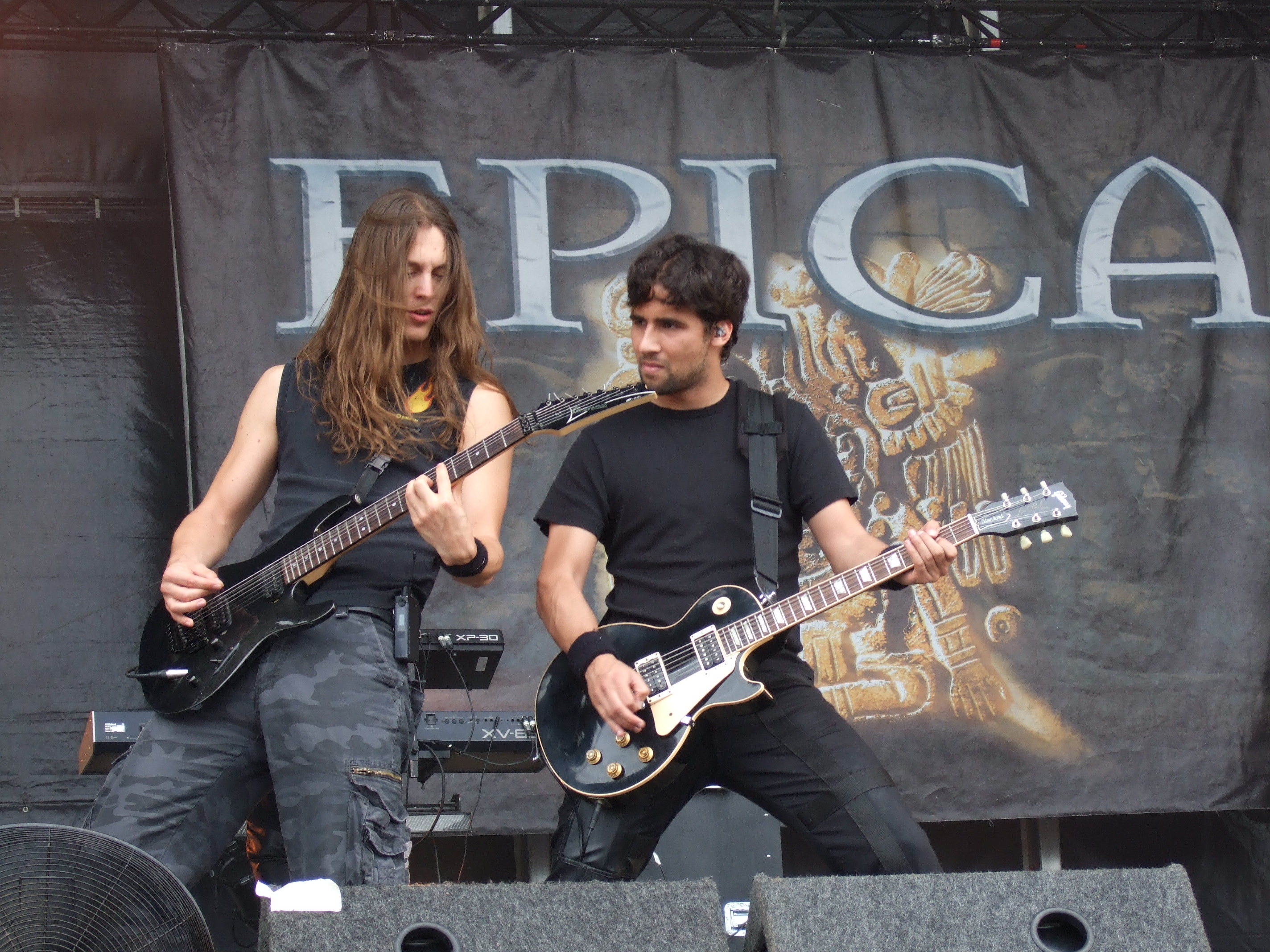
Mark Jansen și Ad Sluijter într-un concert Epica.

În luna septembrie a anului 2007, Epica și-a încheiat primul turneu american și a început comercializarea celui de-al patrulea album din cariera lor. Intitulat The Divine Conspiracy, discul a fost lansat sub semnătura companiei Nuclear Blast, renumită în promovarea muzicii pe segmentul rock metalic. În luna decembrie a aceluiași an, Ariën van Weesenbeek a fost anunțat drept noul baterist al formației. The Divine Conspiracy este primul album conceptual al grupului. Concepția prezentată prezintă un Dumnezeu care a creat religii diferite pentru a le da oamenilor sarcina de a depăși diferențele de suprafață și de a-și descoperi adevărata natură, universal valabilă. La producerea albumului a ajutat Sander Gommans, care a creat grohăiturile de pe cântecul „Death of a Dream ~ The Embrace That Smothers part VII”. Olaf Reitmeier a introdus chitare acustice în cântecul „Chasing The Dragon”. Amanda Somerville, Gialt Lucassen și Jaff Wade se numără printre vocile ce apar pe album. Cu ocazia acestui disc, Mark Jansen își încheie colecția de cântece „The Embrace that Smothers”: patru dintre piesele incluse pe album poartă această semnătură.
Site-ul românesc Bangyourbrain.com a făcut albumului următoarea recenzie:
„The Divine Conspiracy este un album în care, spre fericirea noastră, frumoasa și talentata Simone Simons este lăsată șă-și demonstreze calitățile vocale. Partea proastă este că Mark Jansen are o părere foarte bună despre el și ține să ne-o împărtășească grohăind în disperare pe 70% din album. Vocea feminină, viorile și pianul sunt deseori întrerupte de niște growling vocals executate mediocru. "
În luna aprilie a anului 2008, Epica a început un nou turneu de promovare în America de Nord, cântând alături de formațiile Into Eternity și Symhony X. În concert a cântat în locul Simonei Simons (indisponibilă din motive de sănătate), soprana americană Amanda Somerville. Pe data de 24 august 2008 Epica a susținut un concert în România, în cadrul Festivalului Peninsula care s-a desfășurat în Târgu Mureș. Recitalul, care a cuprins interpretări ale melodiilor ce au consacrat formația, a putut fi urmărit în direct pe site-ul festivalului. Acest concert reprezintă prima vizită a grupului în România.
Până în prezent de pe albumul The Divine Conspiracy au fost produse două extrase pe single: Primul, intitulat Never Enough a fost lansat pe data de 10 august 2007 și a beneficiat de un videoclip. Cel de-al doilea single, Chasing the Dragon a început să fie comercializat la finele lunii iulie din anul 2008. Cântecul nu a beneficiat de promovare, formația preferând să nu înregistreze un clip.
La data de 16 decembrie, 2008, chitaristul Ad Sluijter a părăsit formația, precizând prin intermediul unei scrisori adresate fanilor că era incapabil să participe la producerea noilor materiale discografice semnate de Epica. În ianuarie, 2009 a fost anunțat înlocuitorul acestuia, în persoana lui Isaac Delahaye, fost component al grupului olandez de death metal God Dethroned.

### Evoluția muzicală și materiale discografice noi (2009 — 2012)

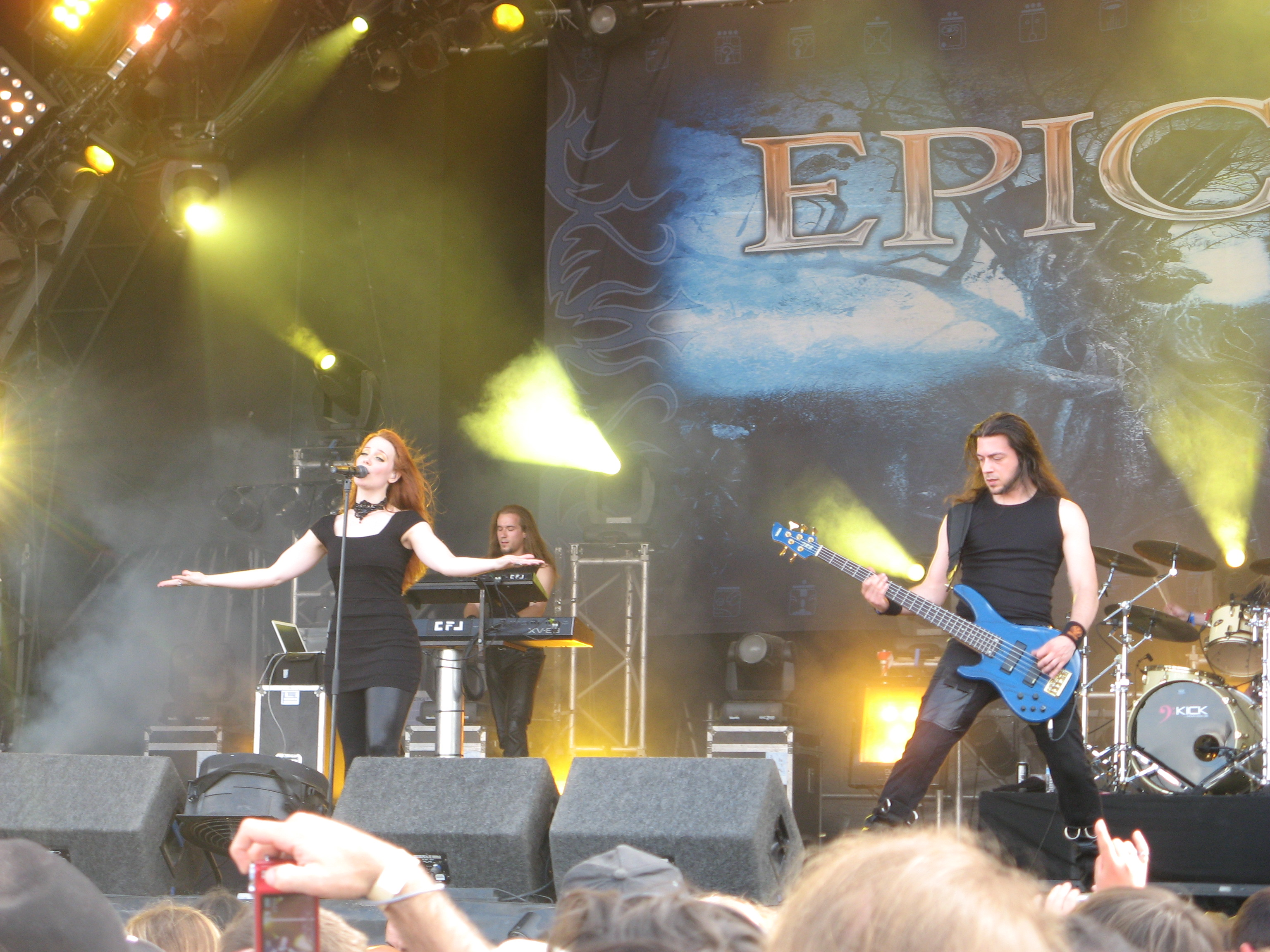
Epica evoluând în 2009

Primul album în concert al formației a fost lansat la data de 8 mai 2009. Acesta, intitulat The Classical Conspiracy, a fost înregistrat cu un an în urmă, perioadă în care Epica participa la Festivalul de Operă din Miskolc. Fiind produs de Sascha Paeth, albumul a fost promovat prin intermediul casei de discuri Nuclear Blast. The Classical Conspiracy conține douăzeci și opt de piese, ce au o durată totală de peste două ore, reprezentând interpretarea într-o nouă viziune, simfonică, a unor piese mai vechi, dar și a unor compoziții clasice precum „Recviem” de Giuseppe Verdi.
Formația Epica a fost asistată pe parcursul înregistrărilor de un grup instrumental format din patruzeci de piese, dar și de un cor de treizeci de persoane. Discul a primit recenzii favorabile din partea criticii de specialitate, cântăreața grupului — Simone Simons, fiind apreciată pentru controlul să vocal, iar din punct de vedere muzical, instrumentiștii Epica au fost aclamați pentru climatul simfonic creat. În clasamentele de specialitate discul a obținut poziții modeste, notabil fiind debutul din Olanda, direct pe locul douăzeci și trei.
Cel de-al cincilea album de studio al formației, intitulat Design Your Universe, a fost lansat în Europa la data de 16 octombrie 2009. Înregistrările pentru acest disc au început încă din luna martie a aceluiași an, Tony Kakko, cântărețul grupului Sonata Arctica fiind un invitat special. Pentru a promova noul material discografic, Epica a susținut un turneu în Europa și S.U.A. Design Your Universe este primul album care îl are pe Isaac Delahaye în postura de chitarist al formației. Recepția a fost pozitivă atât din partea criticilor cât și a fanilor. Albumul a debutat pe poziția Nr. 8 în clasamentele olandeze, fiind cea mai înaltă poziție pe care a obținut-o un album Epica. Albumul s-a menținut în clasament timp de cinci săptămâni, apoi a reintrat pe poziția Nr. 94 pentru o săptămână, datorită evoluției formației la Pinkpop Festival 2010. Pe 31 decembrie 2009, a fost anunțat prin intermediul website-ului formației că va apărea un nou single. Cântecul a fost intitulat “This Is the Time” și tot profitul acumulat în baza lui a mers spre World Wide Fund for Nature. După lansarea Design Your Universe, Epica a plecat într-un turneu mondial pentru a-și promova albumul. În cadrul lui formația a concertat în Europa, Statele Unite, Canada și apoi au urmat evoluții în America de Sud: în Brazilia, Argentina, Chile, Peru, Bolivia și Uruguay. În Europa trupa a evoluat la multe festivalul rock și metal importante, cum ar fi Wacken Open Air, Pinkpop și Masters of Rock, în fața a unor audiențe foarte numeroase. În septembrie 2010, Simone a contribuit vocal din nou pentru un album al celor de la Kamelot, de această dată pentru piesele "House on a Hill", "Poetry for the Poisoned, Pt. II: So Long" și "Poetry for the Poisoned, Pt. III: All Is Over" de pe albumul Poetry for the Poisoned.

### Requiem for the Indifferent și Retrospect (2012–2013)
Într-un interviu din noiembrie 2010, Simone a declarat ca trupa va începe să compună noi piese în jurul lunii februarie 2011, după ce turneul din America Latină se va încheia. Ea a mai spus că speră să aibă loc o lansare în primul trimestru din 2012.
Pe 1 decembrie, trupa a anunțat că numele albumului va fi Requiem for the Indifferent și că acesta va fi inspirat de asemenea factori ca tensiunile mari dintre diferite religii și culturi, războaie, dezastre naturale și crize financiare. Albumul a fost lansat pe 9 martie 2012 în Europa și pe 13 martie 2012 în America.
Pe 24 martie 2012 trupa a anunțat pe site-ul oficial că basistul original Yves Huts și Epica s-au despărțit, acesta fiind înlocuit de Rob van der Loo (ex-Delain, MaYaN). Pe 24 aprilie, a fost lansat oficial videoclipul piesei Storm the Sorrow, acesta adunând 128.000 de vizualizări pe YouTube în ziua lansării.
Pe 24 aprilie 2013, pe site-ul oficial s-a anunțat că Simons și Oliver Palotai de la Kamelot așteaptă primul lor copil către sfârșitul verii, și, în rezultat, formația își încetează activitățile live din luna iulie, inclusiv evoluția la festivalul Masters of Rock.

#### Retrospect(2013)
Formația a anunțat pe site-ul oficial că pe 23 martie 2013 va sărbători cea de-a 10 aniversare Epica în Eindhoven, Olanda. Concertul, care se numește Retrospect, urma să aibă loc în Klokgebouw, împreună cu o orchestră formată din 70 de instrumente, coruri, invitați speciali și multe efecte speciale. Trupa a invitat maghiarii de la Orchestra de Cameră Remenyi Ede și Corul Teatrului Național Miskolc la acest show, întrucât acestia erau orchestrele care au acompaniat Epica la înregistrările albumului live The Classical Conspiracy.
Bilele pentru concert au fost puse în vânzare pe 15 septembrie 2012 la ora 10 AM. În mai puțin de o săptămână, peste 1 000 de biletr au fost vândute. Mai târziu, formația a anunțat oficial că toate biletele pentru Retrospect au fost epuizate.
La Retrospect au asistat fani din peste 45 de țări ale lumii.
După cum s-a anunțat, la concert a participat o orchestră de 70, au avut loc efecte speciale, acrobații, a participat vocalistul Floor Jansen și foștii membri ai formației: Ad Sluijter, Yves Huts și Jeroen Simons. Cântăreața finlandeză Tarja Turunen de asemenea a fost invitată la show, dar ea a trebuit să respingă invitația din cauza problemelor de agendă.
În cadrul show-ului formația a introdus un nou cântec, intitulat „Retrospect” și a interpretat pentru prima dată piesa „Twin Flames” de pe Requiem For The Indifferent. De asemenea, trupa a interpretat pentru a doua oară cel mai mulng cântec al lor, „The Divine Conspiracy”, deși au interpretat și versiunea scurtată a cântecului.
În timpul concertului, Coen Janssen a anunțat că Retrospect va fi filmat pentru o lansare pe DVD.

#### Retrostream
Epica a anuncțat pe site-ul oficial că show-ul va fi difuzat online, cu trimitere la LiveMusicStage.com. Fanii puteau procura bilete la un preț de 6€ pentru a avea acces la stream-ul online pentru a viziona concertul.

#### Aparițiile la radio și televiziune
Duminică, pe 17 martie, formația a apărut la renumitul post radio olandez 3FM, cu un interviu și interpretarea pieselor Storm the Sorrow și Unleashed în Barend en Wijnand.
Luni, pe 18 martie, formația a participat în calitate de invitat special la cel mai popular show TV din Olanda, De Wereld Draait Door, la care au interpretat Storm the Sorrow.

### The Quantum Enigmași Epic Metal Fest (2014–prezent)
Pe 5 februarie 2014 Epica a dezvăluit pe site-ul web oficial primele detalii despre cel de-al șaselea lor album. A fost divulgat titlul noului album, care se va numi The Quantum Enigma și care urma să fie lansat la începutul lunii mai 2014. Mai târziu, în aceeași lună formația a prezentat coperta albumului, care a fost creată de colaboratorul de mult timp Stefan Heilemann. De asemenea, în aceeași zi, au fost anunțate lista pieselor și datele lansărilor, conform cărora The Quantum Enigma ar fi fost lansat eventual de Nuclear Blast pe 2 mai (Europa), 5 mai (UK) și 13 mai (SUA). Albumul a fost produs de Joost van den Broek și înregistrat în studiourile Sandlane Recording din Olanda. The Quantum Enigma a debutat pe locul 110 în US Billboard 200, marcând cea de-a doua apariție a formației în acest clasament, precedenta fiind pentru Requiem for the Indifferent, cu care era prezentă din februarie 2013. Acasă la Epica, în Olanda, albumul a ajuns pe poziția Nr. 4, aceasta fiind cea mai bună clasare a formației pentru albume în clasamentul național.
Formația a comentat că: „Dacă Retrospect a reflectat primul deceniu din cariera noastră, am vrea să credem că The Quantum Enigma va marca începutul unei noi ere, în care Epica sună mai dur, mai modern și fără compromisuri! Mai mult decât oricând, crearea acestui album a fost un efort de echipă și suntem extrem de mândri de rezultat!”
Pe 17 martie 2014, primul single, “The Essence of Silence”, a fost făcut disponibil sub formă de descărcare digitală de pe iTunes, Amazon, Spotify, Deezer și alte platforme. Trei zile mai târziu a fost lansat un video însoțit de versuri. „Unchain Utopia” a fost ales drept al doilea single și a fost lansat pe 8 aprilie 2014. Într-un interviu pentru Sonic Cathedral Webzine, vocalista formației Simone Simons a confirmat că videoclipul pentru "Unchain Utopia" urmează să fie lansat curând. Totuși, întâi a fost lansat un video cu versuri, care prezintă imagini de la filmările originale ale videoclipului. Mai târziu, formația a decis să filmeze un videoclip pentru piesa "Victims of Contingency", care a fost lansat pe 30 octombrie 2014.
Trupa s-a reîntors pe scenă după aproape un an, în Tilburg, Olanda, ocazie cu care au realizat show-ul de lansare a albumului. Pe durata anilor 2014 și 2015 formația a mers în turneu prin Europa, Asia, Africa și America pentru a promova The Quantum Enigma. Ultima apariție pe scenă înainte de a reintra în studio pentru înregistrări este programată pentru 22 noiembrie 2015 la “Klokgebouw” în Eindhoven, Olanda. Show-ul va fi parte a primei ediții Epic Metal Fest, care este un festival organizat și curat de membrii formației. Epica a anunced Epic Metal Fest pe 3 iunie 2015 pe site-ul oficial și a dezvăluit că la festival se vor alătura formații ca Dragonforce, Eluveitie, Fear Factory, Moonspell, Delain și Periphery. Lidera trupei Simone Simons a comentat: "A fost un vis de mult timp al lui Epica de a găzdui propriul festival și suntem foarte mândri să fim capabili să prezentăm o mulțime de formații metal internaționale absolut de minunate. Această zi va fi cu siguranță următorul punct marcant din cariera noastră și sperăm să fim capabili să-l împărtășim cu voi toți!"
Pe 5 iunie 2015 Epica a fost premiată cu Music Export Award la Buma Rocks, premiu acordat formației olandeze cu cel mai mare succes internațional din ultimul an. Chitaristul/vocalistul formației Mark Jansen a mulțumit fanilor prin intermediul site-ului web oficial: "Suntem onorați de a primi acest premiu prestigios, este o mare realizare după toți acești ani de a investi nenumarate ore și multă energie în Epica. Acesta arată că tot ceea ce faci din inimă, te va răsplăti în cele din urmă și îți va aduce recunoștință. Mulțumim tuturor fanilor noștri de peste tot în lume!"

## Stilul muzical

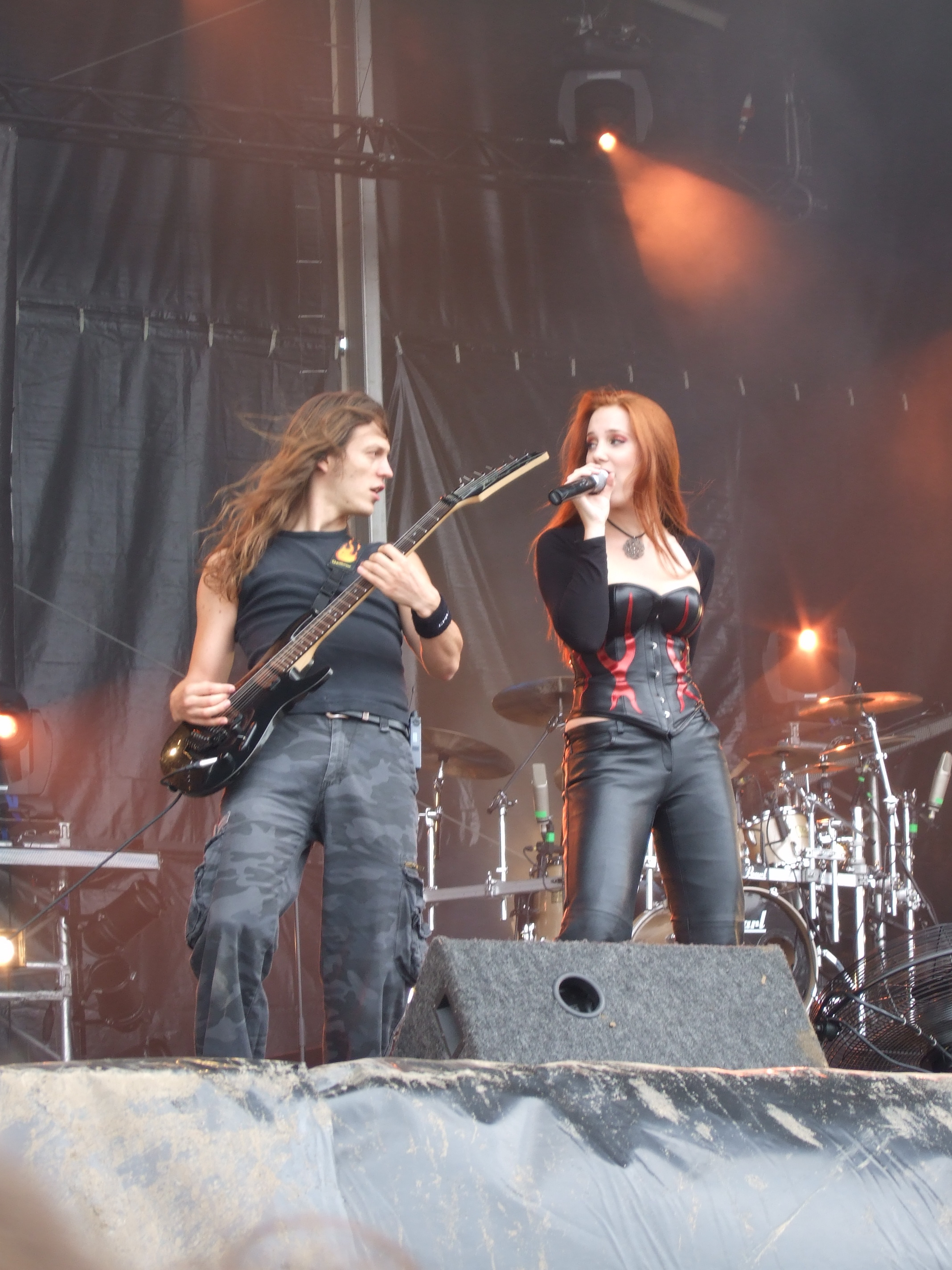
Contrastul dintre vocea de soprană a Simonei Simons și grohăiturile lui Mark Jansen reprezintă un element fundamental în muzica formației Epica.

În activitatea sa de creație Epica îmbină symphonic metal, progressive metal, gothic metal, melodic death metal, thrash metal, symphonic black metal și, mai rar, folk metal și power metal. Fostul chitarist al formației, Ad Sluijter, descrie formația ca fiind „un pod de legătură între [subgenurile] power și gotic”. Vocalista Simone Simons tinde că încadreze muzica formației în categoria metal simfonic, iar fondatorul Mark Jansen crede că apropierea cea mai importantă este de sonoritatea gotic. Mark Jansen a mai descris formația ca parte a stilului symphonic death metal, fiind o punte între death metal și symphonic metal.
Muzica formației Epica este agresivă, bombastică și excesivă, unele dintre cântece fiind „epice, grandioase și maiestuoase”, iar altele fiind mai curând „introspective”. Formația e cunoscută și pentru tendințe de a include progresiv în compozițiile lor; cu o atmosferă ce aparține totuși de tipul gotic.
Criticul Eduardo Rivadavia (Allmusic) comentează la adresa stilului muzical al formației: „atracția ține de sondarea contrastului clar-obscur în echivalent sonor. Tensiunea chinuitoare dată de riff-urile apăsătoare de chitară și de bateria foarte energică vin în contact cu sonoritatea complexă, însuflețită și dulce a aranjamentelor pentru coarde sau orchestră.”
Epica folosește aceeași marcă aplicată de alții formații de metal simfonic și gotic: „două extreme: grohăituri și brutalitate într-o parte și o voce feminină delicată și melodioasă în cealaltă.” Simone Simons oferă vocal în stil de operă, cu un registru de soprană, lăsând însă loc și unei abordări mai puțin emfatice, de mai mare profunzime și cu frazări vibrate în registrul mediu. Mark Jansen folosește foarte multe grohăituri „care sunt secundare vocii Simonei Simons și care creează un echilibru și o varietate” în muzica grupului. Formația este cunoscută și pentru faptul că folosește coruri și orchestre, dar și alte artificii muzicale precum recitări. „Inspirate din filosofia arabă și istoria maiașă, în general criticând desprinderea modernă de mistic, versurile sunt la rândul lor diferite de versurile tipice întâlnite în gen (adică nu există elfi, orci și prințese).”

## Premii și distincții
- 2003: Premiul Essent.[4] Acest premiu este acordat în Olanda formațiilor tinere de succes, ca sprijin bănesc pentru dezvoltarea lor.[105] Astfel, Epica a primit un cec în valoare de 5 000 € din partea organizatorilor.[105] De asemenea, formația a fost invitată în emisiunea televizată 2 Meter Sessies, moderată de Jan Douwe Kroeske.[105] Câștigarea acestui premiu le-a garantat participarea membrilor Epica la festivalul de muzică rock Noorderslag 2004 din Olanda.[105]

## Membrii formației

### Actuali
| Numele               | Activitatea    | Instrument       | Note                             |
| -------------------- | -------------- | ---------------- | -------------------------------- |
| Simone Simons        | 2003 - prezent | voce             | Înlocuitoarea Helenei Michaelsen |
| Mark Jansen          | 2002 - prezent | chitară, voce    | Fondatorul formației             |
| Coen Janssen         | 2002 - prezent | claviaturi, pian | ---                              |
| Rob van der Loo      | 2012 - prezent | chitară bas      | ---                              |
| Ariën van Weesenbeek | 2006 - prezent | baterie          | Înlocuitorul lui Jeroen Simons   |
| Isaac Delahaye       | 2009 - prezent | chitară          | Înlocuitorul lui Ad Sluijter     |

### Foști membri
| Numele            | Activitatea | Intrumente  | Note                             |
| ----------------- | ----------- | ----------- | -------------------------------- |
| Helena Michaelsen | 2002 - 2003 | Voce        | Înlocuită de Simone Simons       |
| Jeroen Simons     | 2002 - 2006 | baterie     | Înlocuit de Ariën van Weesenbeek |
| Ad Sluijter       | 2002 - 2008 | chitară     | Înlocuit de Isaac Delahaye       |
| Yves Huts         | 2002-2012   | chitară bas | Înlocuit de Rob van der Loo      |
| Iwan Hendrikx     | 2002        | baterie     | Înlocuit de Yves Huts            |
| Dennis Leeflang   | 2002        | baterie     |                                  |

Membri de turnee
- Koen Herfst – baterie (2007)
- Amanda Somerville – vocal (2008), back vocal pe The Phantom Agony, Consign to Oblivion, The Divine Conspiracy, Design Your Universe și Requiem for the Indifferent
- Oliver Palotai – claviaturi (2010)[106]

Membri invitați
- Olaf Reitmeier – chitară acustică pe The Phantom Agony (2005) și The Divine Conspiracy (2007), vocal pe The Divine Conspiracy (2007)
- Annette Berryman – fluier pe The Phantom Agony (2005)
- Roy Khan – vocal pe Consign to Oblivion (2005)
- Sander Gommans – grunts pe The Divine Conspiracy (2007)
- Gjalt Lucassen – cuvinte vorbite pe The Divine Conspiracy (2007)
- Jaff Wade – cuvinte vorbite pe The Divine Conspiracy (2007)
- Tony Kakko – vocal pe Design Your Universe (2009)
- Ruurd Woltring – vocal pe Forevermore (2012)
- Floor Jansen – vocal pe Retrospect (2013)
- Marcela Bovio – back vocal pe The Quantum Enigma (2014)
- Daniël de Jongh – grunts pe The Quantum Enigma (2014)

## Discografie

### Albume de studio
- The Phantom Agony (2003)
- Consign to Oblivion (2005)
- The Divine Conspiracy (2007)
- Design Your Universe (2009)
- Requiem for the Indifferent (2012)
- The Quantum Enigma (2014)
- The Holographic Principle (2016)

### Discuri demonstrative
- Cry for the Moon (2003)

### Compilații și alte discuri
- We Will Take You with Us (2004)
- The Score - An Epic Journey (2005)
- The Road to Paradiso (2006)
- The Classical Conspiracy (2009)
- Retrospect (2013)

### Discuri single
- The Phantom Agony (2003)
- Feint (2004)
- Cry for the Moon (2004)
- Solitary Ground (2005)
- Quietus (Silent Reverie) (2005)
- Never Enough (2007)
- Chasing the Dragon (2008)

### Videoclipuri
- „The Phantom Agony” (2003)
- „Feint” (2004)
- „Solitary Ground” (2005)
- „Quietus” (2005)
- „Never Enough” (2007)